# Kismindszent
Kismindszent (románul: Mesentea, németül: Allerheiligen) település Romániában, Fehér megyében. Közigazgatásilag Alsógáld községhez tartozik.

## Fekvése
Gyulafehérvártól 17 km-re északra, Alsógáld és Borosbenedek közt fekvő település.

## Története
1303-ban Mendzenth néven említették először. A középkorban magyar lakossága volt, neve pedig Mindenszentek tiszteletére szentelt templomáról tanúskodik. A magyar lakosság azonban még a középkorban elpusztult, mert már a 15. században román lakosságú település volt.
A trianoni békeszerződésig Alsó-Fehér vármegye Magyarigeni járásához tartozott.

## Lakossága
1910-ben 257 lakosa volt, ebből 248 román és 9 magyar nemzetiségűnek vallotta magát.
2002-ben 220 lakosából 219 román és 1 magyar volt.